# تاج الدين الإسفراييني
تاج الدين الإسفراييني, هو محمد بن محمد بن أحمد، تاج الدين الإسفرايينى أحد أبرز علماء النحو واللغة خلال القرن السابع.

## آثاره
خلف الإسفراييني من وراءه عدة مؤلفات تعتبر من أهم المراجع النحوية، أشهرها:
- ضوء المصباح في شرح المصباح للمطرزي.
- لباب الاعراب.
- لب اللباب.
- فاتحة الاعراب بإعراب الفاتحة.
- رسالة في الجملة الخبرية.
- رسالة في شرح القصيدة الطنطرانية، التي أولها يا خلي البال.
- أربع ورقات في الأزهر .

## وفاته
توفي الإسفراييني سنة 684 هـ.